# توني وليامز (طبال)
توني وليامز (بالإنجليزية: Tony Williams)‏ (و. 1945 – 1997 م) هو طبال، وعازف جاز أمريكي، ولد في شيكاغو، يستخدم آلات طقم طبول، توفي في دالي سيتي، سان ماتيو، كاليفورنيا، عن عمر يناهز 52 عاماً، بسبب نوبة قلبية.

## روابط خارجية
- توني وليامز على موقع IMDb (الإنجليزية)
- توني وليامز على موقع ميوزك برينز (الإنجليزية)
- توني وليامز على موقع أول ميوزيك (الإنجليزية)
- توني وليامز على موقع ديسكوغز (الإنجليزية)
- توني وليامز على موقع قاعدة بيانات الفيلم (الإنجليزية)